# Marcelo H. del Pilar
Marcelo Hilario del Pilar y Gatmaitan (30. srpna 1850, Bulacan - 4. července 1896, Barcelona, Španělsko) byl filipínský spisovatel a novinář, který byl revolučním vůdcem filipínské revoluce a jedním z předních ilustrado (Zkušení) - propagandistů za filipínské války za nezávislost. Jeho militantní a progresivní světonázor byl odvozen od klasické osvícenské tradice francouzských filozofů a vědeckého empirismu evropské voburžoazie. Součástí tohoto světonázoru bylo Svobodné zednářství, které del Pilar prosazoval.

## Životopis
Narodil se v Cupangu (nyní Barangay San Nicolas, Bulacan, Bulacan) 30. srpna 1850 kultivovaným rodičům Juliánovi del Pilar a Blase Gatmaytanové. Studoval na Colegio de San José a později na univerzitě v Santo Tomas, kde dokončil v roce 1880 svá studia práv.
V roce 1882 založil del noviny Diariong Tagalog propagující demokratické a liberální myšlenky mezi rolníky a sedláky. V roce 1888 obhájil polemické spisy Josého Rizala vydáním útočného antiklerikálního pamfletu, v němž vystavoval pošetilosti duchovenstva svému smrtícímu ostrovtipu a divokému výsměchu.

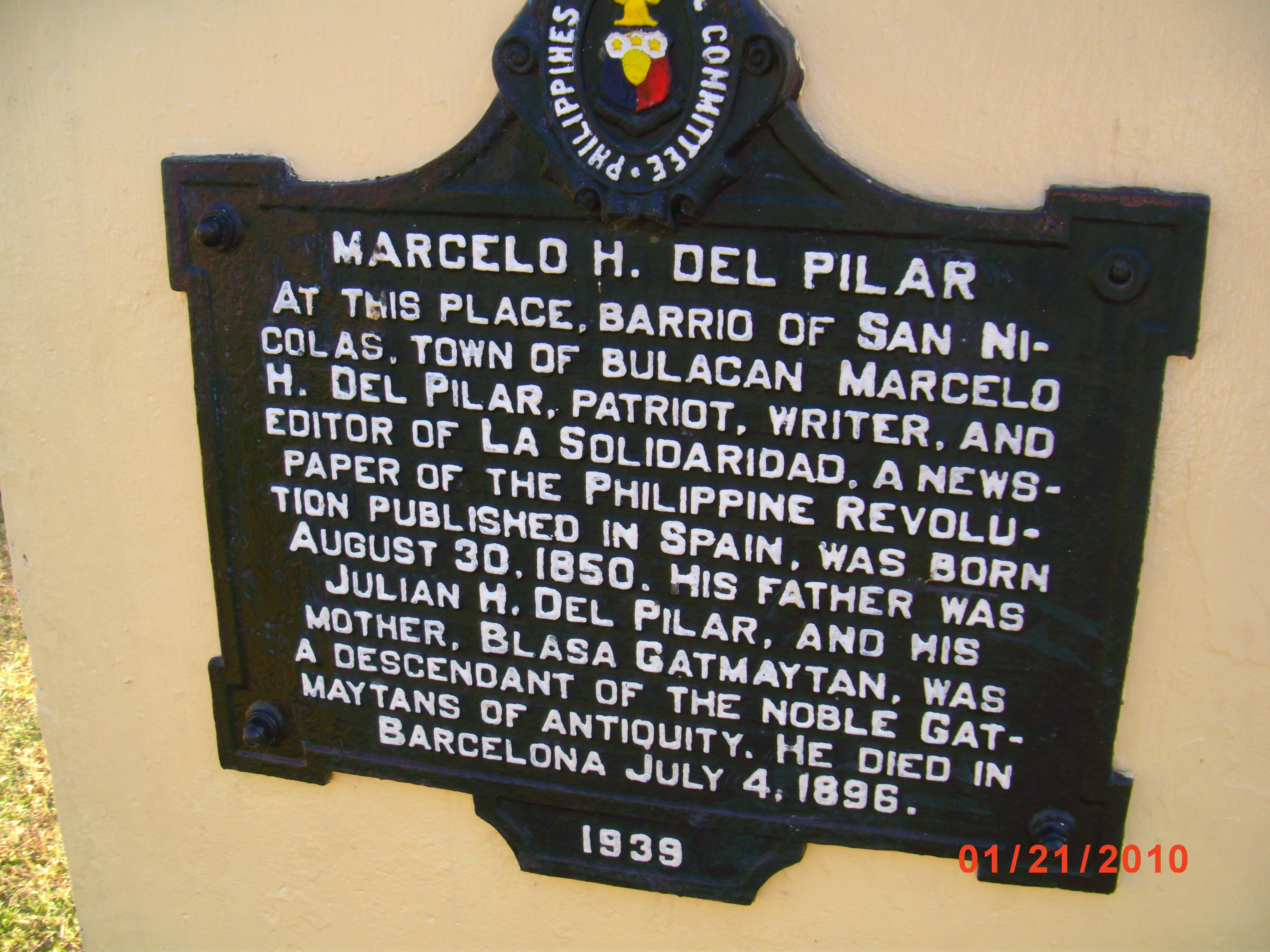
Pamětní deska.

V roce 1888, prchaje z Španělské Východní Indie před oprávněnou církevní perzekucí, del Pilar odešel do Španělska, přičemž opustil svou rodinu. V prosinci 1889 se mu podařilo díky Jaenovi získat práci jako redaktor reformistického filipínského periodika La Solidaridad v Madridu. Podporoval cíle novin kontaktovat liberální Španěly, kteří by strana s příčinou Filipino.
Zemřel na tuberkulózu v nejhlubší chudobě v Barceloně, ve Španělsku, 4.7.1896 ve věku 45 let.